# Архитектура на католическите храмове в България
Архитектурата на сградите на католическите храмове и на другите католически институции по българските земи е под влиянието на еволюцията на църковното и гражданското строителство в Европа и въздействието на строителството на източноправославни храмове.
Архитектурата на католическите катедрални храмове в България включва ярко изразени стилове. Високите арки, сводове, кули и други елементи, характери за неоготически стил, са добре установени в катедрата на Никополската епархия в Русе. Пропорционално широката фасада на катедрата на Софийско-пловдивската епархия в Пловдив, интензивно украсена с множество статуи, полуколони и декоративни орнаменти, са характерни за стила барок. Катедралата на католиците от византийско-славянски обред в София е с осмоъгълна камбанария и има подчертани белези на източноправославното църковно строителство. Сградата на катедралата на католиците от латинския обред в София, изградена в началото на XXI в. се характеризира със сблъскване на различни стилове и изобилие на пространство, характерни за постмодернизма в църковното строителство.
Енорийските католически църкви в България са проектирани по-скромно с изключение на някои от църквите построени след Чирпанското земетресение и в началото на XXI в. при които елементи на стиловете барок, неоготика и постмодерн придават автентична религиозна украса.

## История на строителството на католически храмове по българските земи
През 1371 г. е построен католическият храм „Санкта Мария“ в Чипровци, тогава в пределите на Видинското царство. Това е и времето когато фамилията Кнежевичи-Парчевичи се заселва в тези земи. От запазеното описание на храма от епископ Петър Богдан се знае, че църквата е малка, но с три олтара в сградата и един отвън до стената, където са обслужвани службите през празнични дни. Поради забраната от турците да се използват камбани, началото на службите се известяват с удряне на дъска. Тази църква е била епархийска и седалище на Софийския епископ. Храмът е разрушен при разгрома на Чипровското въстание през 1688 г.
През XV в. за нуждите на дубровнишките търговци, развиващи оживена икономическа дейност в района на Търново, е построена църквата „Блажена Дева Мария отнесена в небето“. През следващия век тя е предадена на арменската общност в града и след това изоставена.
За църкви в Северна България се споменава в докладите на епископ Петър Солинат от 1622 г., епископ Илия Маринов от 1625 г. и епископ Петър Богдан от 1640 г. Те са построени основно от дърво. През 1643 г. католическият мисионер Яков Хомодей (Яков Божков) построява първата католическа църква от дърво и слама в Калъчлий в Южна България.
По настояване на епископ Никола Пулиеси, през 1760 г. в Белене е изградена сравнително голяма църква, зидана от камък, но доста ниска, приличаща повече на обикновена къща. В началото на XIX век в село Дуванлии е построена първата църква с пари на заможен католик, чийто единствен син е бил болен, но преживява една от чумните епидемии, спохождали Южна България през това време. Това е била малка каменна постройка с малък олтар.
През 1820 г. отец Филип Скваргия успява да построи малка църква в Трънчовица. Първата католическа църква в Пловдив е изградена през 1839 г., но тя изгаря до основи през 1856 г.
През септември 1842 г. епископ Андреа Канова започва строителството на първите масивни сгради за католически църкви в селата Балтаджи и Даваджово. По-късно масивни храмове са построени и в другите павликянски селища от Южна България.
Промяната в правната основа на отношението към вероизповеданията в Османската империя след Хатихумаюн от 1856 г. позволява на храмовете да бъдат поставени камбани.
По време на управлението епископ Анджело Парси католиците в Северна България се добиват с право да строят църкви и в годините между 1852 г. и 1860 г. са издигнати храмовете в Лъджене, Ореши и Белене. Строежът на сегашната катедрала „Св. Лудвиг“ в Пловдив започва през 1858 г. от брациговския майстор Иван Боянин (1818 – 1877) и е завършен през 1861 г. Още преди Освобождението започва строителството на католически храм в София, който е напълно довършен през 1889 г. Сградата му е разрушена през Втората световна война.
Катедралата на Никополската епархи „Свети Павел от Кръста“ в Русе е проектирана от италианския архитект Валентино Делл Антонио и е изградена през 1890 – 1892 г. Храмът е трикорабен с 31 метрова камбанария, построен в неоготически стил с колоритно разнообразено фасадно оформление от съчетанието на видима тухла с прецизно детайлирани пиластри и рамки на отворите от бял камък. Валентино Делл Антонио е проектирал преди това и католическата църква „Непорочно зачатие на Дева Мария във Варна“ също в готически стил.
Камбанарията при църквата „Св. Лудвиг“ в Пловдив, известна с името Кула Леонтиана, е изградена през 1898 г. по проект на архитект Мариано Пернигони с архитектура във флорентински стил. Той проектира подобни камбанарии, изградени до църквите в Калъчлии и Балтаджии (днес в пределите на град Раковски) и разрушени от земетресението през 1928 г. Архитект Пернигони също проектира сградите на много от католическите колежи в България – сградите на Мъжкия католически колеж „Св. Августин“, на френския колеж във Варна и на френски девически колеж в Русе. Параклисът „Свети Архангел Михаил“ във Варна е проектиран от архитект Мариано Пернигони през 1905 г., но е изпълнен от архитект Дабко Дабков. Архитектурата на параклиса е готическа.
През 1918 г., архитектите Рикардо Тоскани и Светослав Славов проектират пансиона на девическото училище „Свети Йосиф“ в Бургас в комплекс с католическия параклис „Свети Йосиф“.
На 17 септември 1922 г. се поставя основният камък на „Успение Богородично“. Църквата е проектирана от инж. Хайнрих и е първата железобетонна църква в София. Тя е изградена в стила на източно-православните храмове. През 1931 г. в същия дух – с ясно подчертани белези на източноправославното църковно строителство – е построен и храмът на източнокатолическа енория „Възнесение Господне“ в Пловдив, проектиран от арх. Камен Петков.
Двата католически храма в Ямбол – латинският „Пресвето сърце Исусово“ и униатският „Свети Кирил и Методи“, заедно със семинария на успенците в града, са изградени през 1925 г. в един общ архитектурен комплекс (една сграда с три крила и обща камбанария).
Чирпанското земетресение разрушава много от католическите храмове в Пловдивско. През 1929 – 1930 г. архитект Камен Петков проектира челната фасада на църквата „Св. Лудвиг“ в Пловдив в духа на италианския неокласицизъм в стил барок. Фасадата е изградена с класицистични и барокови елементи – с множество статуи, полуколони и декоративни орнаменти. Така сградата добива днешния си вид. Архитект Петков също проектира митрополията, която се намира непосредствено до църквата със сецесиони елементи. Архитект Камен Петков е автор на проектите на нови църкви за католическите енории около днешния град Раковски, някои от които са с почертани елементи на стила барок.
Църквата „Свети Кирил и Методий“ в Стара Загора е единствената католическа църква в България, на която режимът след 1944 г. е посегнал и разрушил. Източнокатолическата църква „Света Троица“ в Куклен e построена от 1945 до 1948 г. Следващият католически храм, построен в България, е „Свети Дух“ през 1996 г. Сградата му е в модернистичен стил между жилищните блокове в кв. Тракия на град Пловдив.
Нова сграда на катедралата „Свети Йосиф“ в София започва да се строи след благославяне на първия ѝ камък от папа Йоан Павел II по време на апостолическо поклонничество в България през 2002 г. Катедралата е завършена през 2006 г. и има постмодерна архитектура с включвания на елементи от различни стилове – флорентински ренесанс, готика и модернизъм. Проектът е дело на архитект Константин Пеев и архитект Стоян Янев. Подобен е стилът на другите католически храмове построени по това време в България.

## Типично организиране на интериор на католически храм
Вътрешното разположение в католическите църкви варира според предназначението и архитектурата им, но въпреки това има общи елементи, които са представени дори в църквите с модерна и постмодерна архитектура. Според функцията им в България има четири основни вида католически църкви: катедрала (седалище на епископ), енорийски храм, ректорален (помощен) храм и параклис (капела). Параклисите могат да бъдат самостоятелни или към друга институция – църква, манастир, болница, училище или дворец – понякога наричани капела, а свещеникът, който служи в тях, капелан. Параклисите могат да бъдат публични или предназначени за определена група от хора или една знаменитост (например цар). Обикновено капелите (параклиси) към църкви, в които се пазят мощи на светци или други светини (икони, статуи и прочее) се наричат светилища.
Основните елементи в католическите храмове са:
- Олтар – свещена маса – светата трапеза, на която се поставя жертвеникът и пространството около нея. Олтарът в католическите храмове, за разлика от православните е отворен, но отделен от останалата част със стъпала и понякога с декоративна ограда (намира се в позиция 8 на плана). Типично за по-старите архитектури е разполагането на олтара центрирано на източната стена на църквата.
- Апсида – извитата област зад олтара (полукръга около позиция 8 на плана), където обикновено се съхранява. светото причастие – съдове, обикновено от злато, в който се съхранява благословения благодат (в католическата църква само свещенослужителите се причестяват с хляб и вино, на миряните се дава само хляб). Основната апсида с олтара са наричани още Основно светилище на църквата.
- Основен кораб – основното тяло на храма, където се събират миряните за служба (позиции 3 и 7 на плана). В основния кораб обикновено са разположени пейки за миряните. Ако няма допълнителен кораб, изповедниците се разполагат също в основния кораб.
- Допълнителни кораби (алеи) – обикновено двойка (или повече) от алеи успоредни на основния кораб (позиция 4 на плана). Те са отделени от основния кораб с колони поддържащи горните стени на основния кораб, които образуват аркадата на църквата. В зависимост от архитектурата на църквата, допълнителните кораби могат да са 2, 4 и т.н.

- Трансепт – наричан от миряните кръста, е допълнителен кораб изграден перпендикулярно на основния кораб (позиция 6 на плана). Той обикновено разделя основния кораб на две части – частта близо до олтара (наричана презвитериум) се използва от монаси и монахини и/или певци от хора и музикалните инструменти. За да се предаде форма на християнски кръст на сградата на църквата допълнителният кораб обикновено разделя църквата на две трети на запад и една трета на изток. Хорът може да има друго разположение – зад олтара, на високо ниво или на балкон в западната част. Тези две места са също място за монтиране на музикален орган. След Втори ватикански събор около средокръстието (позиция 5 на плана) започват да се поставят малки подиуми, където по време на литургическа служба свещеникът изнася приказия.
- Светилища – понякога наричани малки апсиди или малки олтари, са параклиси (позиции 10 и около позиция 2 на плана), организирани в краищата на допълнителните кораби (ако не са използвани за изходи на църквата).
- Притвор – противоположната част на олтара.
- Основаната фасада обикновено е от противоположната страна на олтара (позиция 1), но съществуват архитектурни решения когато основният или спомагателни входове са изградени на тансепта (позиция 2).
- Сакристия – това са една или няколко стаи до олтара, където се съхраняват и подготвят нещата, използвани за службата, дрехите на свещениците и др. По време на тоталитаризма в България, това са били местата, където са живеели свещениците тъй като енорийските им домове са конфискувани.

## Католически храмове в България
Списък с храмове на Католическата църква в България по времето на постояването им
| Храм Години на построяване Епархия                                            | Населено място  | Архитектурни особености | Снимка |  |
| ----------------------------------------------------------------------------- | --------------- | --- | ------ |  |
| „Света Анна“ (1851 – 1855) Никополска епархия                                 | Малчика         | Храмът е най-старата католическа църква в България. Сградата е с уникална външна каменна фасада. |        |  |
| „Непорочно зачатие на Дева Мария“ (1851 – 1857) Никополска епархия            | Ореш            | |        |  |
| „Рождение на Блажена Дева Мария“ (1860) Никополска епархия                    | Белене          | |        |  |
| „Свети Лудвиг“ (1858 – 1861) Софийско-пловдивска епархия                      | Пловдив         | Храмът е построен от брациговския майстор Иван Боянин по проект на италианския архитект Алфонсо с финансовата подкрепа на папа Пий IX и апостолическия наместник Андреа Канова. Първоначалното оформление на сградата е съчетавало стила на римските ренесансови базилики и традициите на българската възрожденска архитектура. Храмът е ремонтиран през 1929 – 1930 г. от архитект Камен Петков. Челната фасада на църквата е в духа на италианския неокласицизъм в стил барок. |        |  |
| „Свети Архангел Михаил“ (1874) Никополска епархия                             | Трънчовица      | Църквата е построена през 1874 г. от майстор Генчо Кънев от Трявна. Тя е дълга 35 м., широка и висока – 10 м. През 1876 г. са монтирани 3 камбани в самостоятелна камбанария построена от дялан камък с височина 25 м. |        |  |
| „Свети Петър и Павел“ (1882) Софийско-пловдивска епархия                      | Хисаря          | |        |  |
| „Непорочно зачатие на Дева Мария“ (1882 – 1885) Никополска епархия            | Варна           | Проектант на храма е италианският архитект Валентино Делл Антонио. Църквата е еднокорабна, с притвор, апсида и кула с метален кръст. В стилово отношение сградата е представителна за неоготиката с типичните за това изкуство островърхи арки на прозорците и централния вход. |        |  |
| „Прескръбна Божия Майка“ (1884 – 1886) Софийско-пловдивска епархия            | Дуванлии        | Сградата е в неовизантийски стил – дълга 28 м, широка 13 м и висока 17 м., с три олтара. По-късно е изградена и камбанария, висока 22 метра. |        |  |
| „Дева Мария на Броеницата“ (1890) Никополска епархия                          | Велико Търново  | Построена от чешки предприемачи и работници. |        |  |
| „Свети Павел от Кръста“ (1890 – 1892) Никополска епархия                      | Русе            | Проектиран от италианския архитект Валентино Делл Антонио. Храмът е трикорабен с 31 метрова камбанария, построен в неоготически стил с колоритно разнообразено фасадно оформление от съчетанието на видима тухла с прецизно детайлирани пиластри и рамки на отворите от бял камък. |        |  |
| „Пресвето сърце Исусово“ (1894) Никополска епархия                            | Драгомирово     | |        |  |
| „Свети Йосиф“ (1899) Софийско-пловдивска епархия                              | Пловдив         | |        |  |
| „Свети Франциск от Асизи“ (1899) Софийска епархия                             | София           | Храмът е построен от чешкия предприемач Богдан Прошек |        |  |
| „Свети Роко“ Софийско-пловдивска епархия                                      | Пловдив         | |        |  |
| „Свети Антон Падуански“ (1898 – 1901) Никополска епархия                      | Белене          | |        |  |
| „Пресвето сърце Исусово“ (1904) Никополска епархия                            | Гостиля         | Сградата е проектирана от италианския архитект Джовани Мосути. |        |  |
| „Свети Архангел Михаил“ (1905) Никополска епархия                             | Варна           | Параклисът е проектиран от архитект Мариано Пернигони заедно със сградата на колежа „Свети Михаил“ във Варна през 1905 г., но е изпълнен от архитект Дабко Дабков. Архитектурата на параклиса е готическа. |        |  |
| „Дева Мария Лурдска“ (1903 – 1909) Софийско-пловдивска епархия                | Пловдив         | |        |  |
| „Света Троица“ (1907 – 1909) Никополска епархия                               | Асеново         | Сградата е висока 12 м., дълга 25 м и широка 9 м. В нея има два олтара. |        |  |
| „Скръбна Божия Майка“ (1910) Никополска епархия                               | Царев брод      | |        |  |
| „Свети Йоан Кръстител“ (1911) Никополска епархия                              | Добрево         | Храмът е изграден от македонския майстор Арсо, а брат Теофил от монашеския орден на пасионистите е проектирал сградата. След Втората световна война храмът се използва от Православната църква. |        |  |
| „Света Богородица“ (1914) Никополска епархия                                  | Брегаре         | |        |  |
| „Успение Богородично“ (1918) Софийска епархия                                 | Бургас          | Храмът е построен по проект на двама архитекти – Рикардо Тоскани и Светослав Славов. Сградата е в неоготически стил, със строги пропорции на архитектурните декоративни детайли. |        |  |
| Параклис в Католическото гробище в Пловдив (1920) Софийско-пловдивска епархия | Пловдив         | Храм-паметник на падналите католици от Пловдив във войните за национално обединение. |        |  |
| „Свети Петър и Павел“ (1922) Никополска епархия                               | Драгомирово     | |        |  |
| „Успение Богородично“ (1923) Софийско-пловдивска епархия                      | Житница         | |        |  |
| „Успение Богородично“ (1922 – 1924) Софийска епархия                          | София           | Църквата е проектирана от инж. Хайнрих като първата железобетонна църква в София. |        |  |
| „Успение Богородично“ (1924) Софийска епархия                                 | Покрован        | В църквата е в стил на православен храм. |        |  |
| „Пресвето сърце Исусово“ (1925) Софийска епархия                              | Ямбол           | Двата католически храма в Ямбол са изградени в един общ архитектурен комплекс (една сграда с обща камбанария) в Т-образна форма. Църквата е разположена в западното крило. |        |  |
| „Свети Кирил и Методий“ (1925) Софийска епархия                               | Ямбол           | Двата католически храма в Ямбол са изградени в един общ архитектурен комплекс (една сграда с обща камбанария) в Т-образна форма. Църквата е разположена в източното крило. |        |  |
| „Дева Мария – Майка на святата надежда“ (1929) Никополска епархия             | Бърдарски геран | Намира се в двора на манастира на бенедиктинките заедно със сградата на бившето немско училище. |        |  |
| „Успение Богородично“ (1929) Софийска епархия                                 | Ново Делчево    | |        |  |
| „Пресвето сърце Исусово“ (1930 – 1931) Софийско-пловдивска епархия            | Раковски        | Трикорабна базилика побираща около 2000 богомолци, с две кампанили (квадратни камбанарии), проектирана от архитект Камен Петков. |        |  |
| „Свети Архангел Михаил“ (1930 – 1931) Софийско-пловдивска епархия             | Раковски        | Трикорабна базилика побираща около 2000 богомолци, с две кампанили (квадратни камбанарии), проектирана от архитект Камен Петков. Църквата „Пресвето сърце Исусово“ е изпълнена по същия проект, но има разлики в украсата на фасадите. |        |  |
| „Непорочно зачатие Богородично“ (1930 – 1931) Софийско-пловдивска епархия     | Раковски        | Трикорабна кръстообразна базилика само с една осмоъгълна камбанария над главния вход, проективана от архитект Камен Петков. |        |  |
| „Свети Антон Падуански“ (1930 – 1931) Софийско-пловдивска епархия             | Борец           | трикорабна кръстообразна базилика само с една осмоъгълна камбанария над главния вход, проективана от архитект Камен Петков. Католическата църква в село Парчевич е изпълнена по същия проект. |        |  |
| „Свети Франциск от Асизи“ (1930 – 1931) Софийско-пловдивска епархия           | Белозем         | Архитектурата е трикорабна кръстообразна базилика с две камбанарии, които са с осмоъгълни вертикални обеми. Храмът е проектиран от архитект Камен Петков. |        |  |
| „Възнесение Господне“ (1930 – 1931) Софийска епархия                          | Пловдив         | Архитектурата ѝ е трикорабна базилика с ясно подчертани белези на източноправославното църковно строителство. Проективана е от архитект Камен Петков. |        |  |
| „Света Троица“ (1930 – 1931) Софийска епархия                                 | Малко Търново   | |        |  |
| „Свети Кирил и Методий“ (1932) Софийска епархия                               | Стара Загора    | |        |  |
| „Светият кръст“ (1933) Никополска епархия                                     | Трънчовица      | Сградата на църквата е построена по същия проект, по който е построена и църквата „Дева Мария – Майка на святата надежда“ в Бърдарски геран. |        |  |
| „Свети Йосиф“ (1930 – 1934) Никополска епархия                                | Бърдарски геран | Архитектурата е трикорабна, с елементи от новоготически стил. |        |  |
| „Свети Йосиф“ (1936) Софийска епархия                                         | Казанлък        | |        |  |
| „Дева Мария – Царица на ангелите“ (1934 – 1937) Софийско-пловдивска епархия   | Пловдив         | Храмът е построен по проект и ръководството на пловдивския архитект Димитър Попов. |        |  |
| „Дева Мария Богородица“ (1936 – 1937) Софийско-пловдивска епархия             | Бургас          | Планът е изработен от бургаския арх. Светослав Славов. Архитектурният план е от типа еднокорабна и едноапсидна базилика. |        |  |
| „Света Троица“ (1945 – 1948) Софийска епархия                                 | Куклен          | |        |  |
| „Свети Дух“ (1996) Софийско-пловдивска епархия                                | Пловдив         | |        |  |
| „Свети свети Кирил и Методий“ (2000 – 2002) Никополска епархия                | Свищов          | |        |  |
| „Свети Андрей“ (2003 – 2004) Софийско-пловдивска епархия                      | Калояново       | Проектът на сградата в неоготически стил е дело на архитект Михаил Радулов. |        |  |
| „Свети Йоан XXIII“ (2001 – 2005) Софийска епархия                             | София           | Храмът е проектиран от архитектите Добрина и Светослав Димови. |        |  |
| „Свето Семейство от Назарет“ (2004 – 2005) Софийско-пловдивска епархия        | Хисаря          | Църквата е издържана в модерен стил в съчетание със стилове от миналото. |        |  |
| „Свети Йосиф“ (2002 – 2006) Софийско-пловдивска епархия                       | София           | Проектирана от архитектите Константин Пеев и Стоян Янев в постмодерен стил. |        |  |
| „Дева Мария от Фатима“ (2008) Никополска епархия                              | Плевен          | Във всеки детайл при неговия градеж, като се започне от основите на сградата, положени във формата на кръст, колоните, до прозорците и централната входна врата, има символика в стил постмодерен. |        |  |
| Параклис „Божие милосърдие“ (2011) Никополска епархия                         | Белене          | Проектиран от архитект Борислав Богданов |        |  |
| Параклис „Христос Възкръсналия“ (2012) Софийско-пловдивска епархия            | Раковски        | Проектиран от архитект Светослав Фъсов, има осмоъгълна форма с пирамидален купол с височина 12 м и 130 кв. м. площ. |        |  |
| „Свети Дух“ (2013) Софийска епархия                                           | София           | |        |  |
| „Христос Спасител“ (2007 – строеж) Никополска епархия                         | Видин           | |        |  |
| „Дева Мария – Помощница на християните“ (2013 – строеж) Софийска епархия      | Стара Загора    | Характерът на комплекса е модерен, с елементи от традиционната българска манастирска и църковна архитектура. Проектът е творба на архитектите Александър Генчев и Иглика Люцканова. |        |  |
| „Успение Богородично“ (2014 – строеж) Никополска епархия                      | Враца           | Архитектурата на църквата е еднокорабна. Проектът е разработен от архитектите Александър Генчев и Иглика Люцканова. Храмът е в характерен за католицизма готически стил, като класическите форми са стилизирани през призмата на съвременната естетика. |        |  |
| Параклис „Свети Йосиф“ (2018) Софийско-пловдивска епархия                     | Раковски        | |        |  |
| Параклис „Дева Мария – майка на църквата“ (2018 – 2020) Никополска епархия    | Чипровци        | Архитект на храма е Михаил Радулов. |        |  |

## Епископски седалища
Седалищата на католическите епископи в България са в София, Пловдив и Русе.
| Седалище Година на построяване                                            | Населено място | Архитектурни особености                                                                             | Снимка |
| ------------------------------------------------------------------------- | -------------- | --------------------------------------------------------------------------------------------------- | ------ |
| Седалище на Софийската епархия (?)                                        | София          | |        |
| Седалище на Софийско-пловдивска епархия (?)                               | Пловдив        | Сградата е в стил сецесион (на снимката, тя е вдясно от катедралата).                               |        |
| Седалище на Никополска епархия (1895)                                     | Русе           | Построена за банкера Иван Симеонов по проект на Нигохос Бедросян. Закупена от църквата през 1937 г. |        |
| Седалище на Междуритуална епископска конференция в България (1925 – 1928) | София          | |        |

## Католически училища и болници
Сгради на католическите училища и техните стопани днес.
| Католически колеж Година на построяване Днешен стопанин                          | Населено място | Архитектурни особености | Снимка               |
| -------------------------------------------------------------------------------- | -------------- | --- | -------------------- |
| „Свети Августин“ (1921) Пловдивския университет „Паисий Хилендарски“.            | Пловдив        | Сградата е по проект на италианския архитект Мариано Пернигони. Доближавайки се до характера на първоначалната сграда, през 1932 г. архитект Камен Петков проектира и западното крило на новата сграда.                                  |                      |
| „Свети Йосиф“ (1899) Филиал на Техническия университет в Пловдив                 | Пловдив        | Построена по проект на пловдивските архитекти Георги Фингов и Вълко Вълкович. След земетресението през 1928 г. арх. Камен Петков ремонтира сградата и надстроява трети етаж. Релефната украса на фасадата на сградата е в стил сецесион. |                      |
| „Свети Андрей“ (1902) Национално училище по изкуствата „Добри Христов“           | Варна          | Сградата е по проект на италианския архитект Мариано Пернигони. Тя е една от най-големите сгради в началото на 20 век във Варна. |                      |
| „Нотър Дам Де Сион“ (1908) Aнглийска гимназия „Гео Милев“.                       | Русе           | Сградата е по проект на италианския архитект Мариано Пернигони. Според проекта сградата е трябвало да има П-образна форма, но е изпълнено само едното крило и главната фасада е останала асиметрична.                                    |                      |
| „Свети Йосиф“ (1918) Медицински център І                                         | Бургас         | Комплексът – пансион и параклис – е проектиран на архитектите Рикардо Тоскани и Светослав Славов. Сградите са в неоготически стил, със строги пропорции на архитектурните декоративни детайли.                                           |                      |
| „Свети Кирил и Методий“ (1924) Математическия факултет на Софийския университет. | София          | |                      |
| „Санта Мария“ (1931) Национална спортна академия                                 | София          | | на ул. „Гургулят" №1 |
| „Одринска българска католическа гимназия“ (1906) Анадолската гимназия „Мурат“    | Одрин          | |                      |
| „Солунска българска семинария“ (1886) Държавен театър на Северна Гърция          | Солун          | |                      |
| Ямболска семинария (1925) Общинския детски комплекс                              | Ямбол          | Централното крило на църковния комплекс. |                      |
| Семинария в Стара Загора (1932) Център за работа с деца                          | Стара Загора   | |                      |

Сгради на католическите болници и техните стопани днес.
| Болница Година на построяване Днешен стопанин | Населено място | Архитектурни особености | Снимка |
| --------------------------------------------- | -------------- | --- | ------ |
| „Княгиня Клементина“ (1891) Пета МБАЛ-София   | София          | Проектът е изработен от архитект Бранди. През 1936 – 1937 г. болницата е разширена с ново крило по проект на архитект Иван Васильов. |        |
| „Свети Йосиф“ (1927) Военна болница           | Пловдив        | |        |